# Danilo Asprilla
Danilo Moreno Asprilla (* 12. Januar 1989 in Chigorodó) ist ein kolumbianischer Fußballspieler.

## Karriere
Seine erste bekannte Station war in Brasilien bei EC Juventude, wo er bis zum Ende des Jahres 2008 verblieb und dann nach Katar zum al-Shahania SC wechselte. Mitte Februar 2010 verschlug es ihn wieder in sein Heimatland, wo er bis zum Ende des Jahres bei Deportivo Pereira unter Vertrag stand. Bis zu seinem Engagement in Uruguay bei den Rampla Juniors im April 2011 war er vereinslos und wechselte Mitte September 2012 zurück nach Kolumbien, diesmal bis zum Ende der Saison 2012/13 für Independiente Santa Fe und war danach eine Halbserie bei Patriotas Boyacá aktiv.
Ab Januar 2014 spielte er zwei Jahre in Bulgarien bei Litex Lowetsch. 2016 wechselte er in die Vereinigten Arabischen Emirate, wo er mit dem al-Ain FC auch in der AFC Champions League zum Einsatz kam und in der Saison 2016 bis ins Finale kam.  Nach der Runde 2016/17 ging es per Leihe nach Saudi-Arabien zu al-Fayha. Nach dem Ende der Leihe Mitte 2019 schloss er sich al-Shahab in Saudi-Arabien an. Nach einer Spielzeit hier wechselte er Anfang Oktober 2020 zu al-Qadisiyah. Seit Anfang August 2021 spielt er für Hapoel Be’er Scheva. Im Sommer 2022 wechselte der Flügelspieler zu Beitar Jerusalem.